# Джованні Баттіста Монтано
Джованні Баттіста Монтано (італ. Giovanni Battista Montano, 1534 —1621) — італійський архітектор раннього бароко.

## Життєпис
Народився у місті Мілан. Починав як різьбяр і скульптор по деревині.
На початку 1570-х років він перебрався у Рим, де старанно вивчав залишки давньоримських споруд. У той час це була школа з вивчення античності і показник наближеності до престижного джерела форм, зроблених авторитетом для італійських майстрів. Вивчення давньоримських руїн було також показником ерудиції та перепусткою до важливих замов римського нобілітету. Водночас він працював різьбярем і скульптором у римських церквах, серед котрих Санта Марія ді Лорето та базиліка Сан Джованні ін Латерано.

## Нетиповість проектів

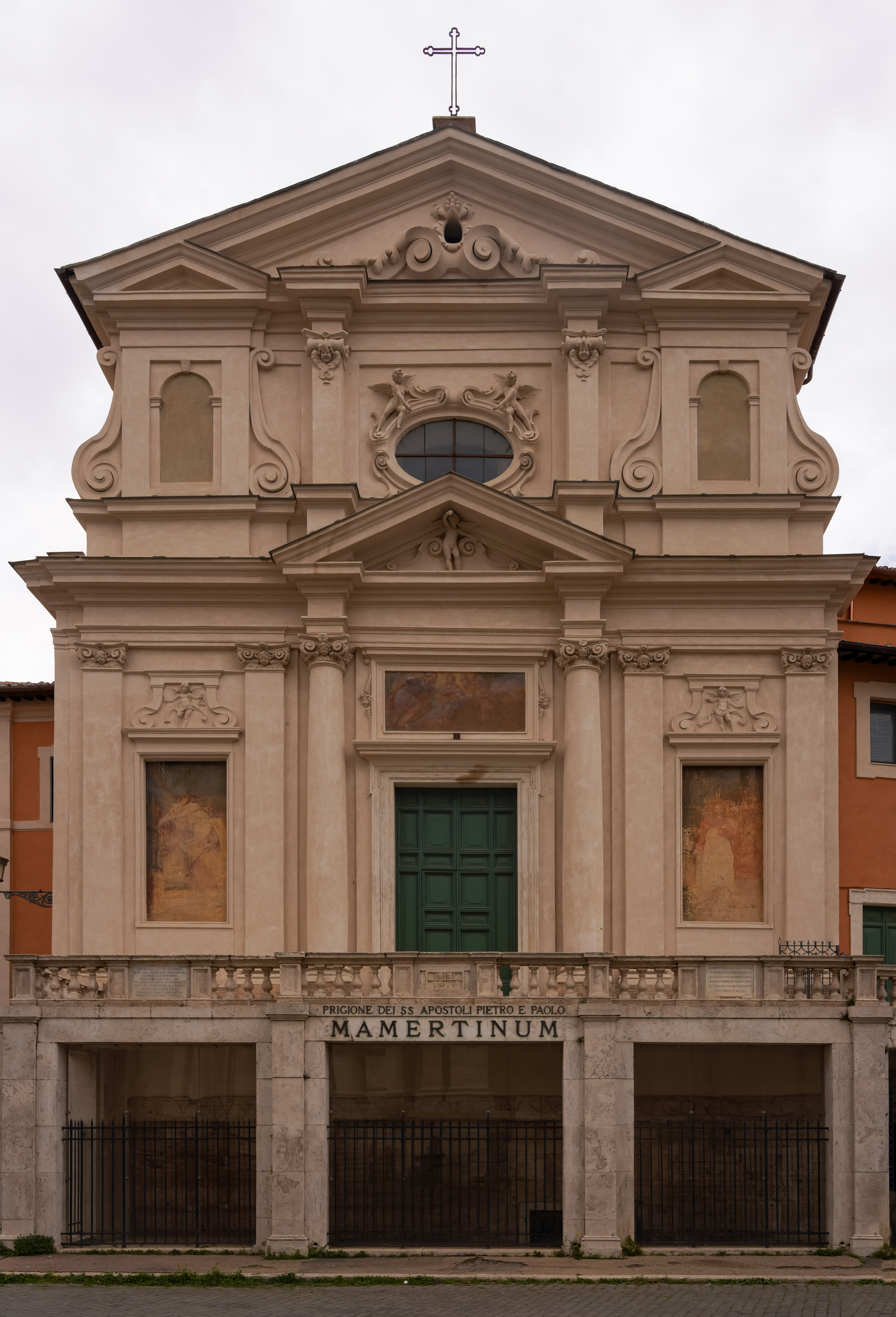
Рим, головний фасад храму св. Йосипа теслярів

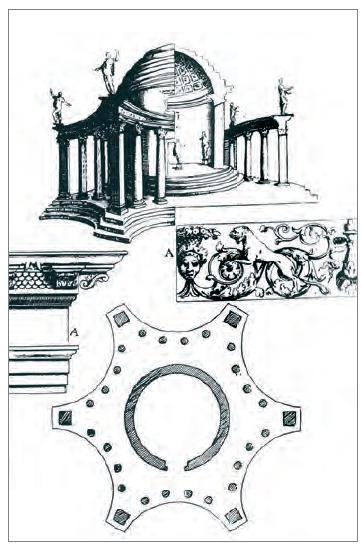
Давньоримський храм Вести. Замальовки, план і реконструкція роботи Джованні Баттіста Монтано.

Римські архітектори 16 століття зробили взірцем для себе будівельні настанови Вітрувія та декілька зразків давньоримської архітектури різного ступеня поруйнованості. Джованні Баттіста Монтано не тільки робив обміри та дослідження руїн, а почав робити власні реконструкції поруйнованих споруд. Обмаль свідоцтв про цікаві для нього взірці (відсутність архівних та археологічних документів по ним) примусила митця робити фантазійні, уявні реконструкції, що не відповідали реконструкціям на базі наукових досліджень. Однак ці реконструкції зацікавили низку римських архітекторів доби бароко, не оминаючи таких уславлених, як П'єтро да Кортона та Лоренцо Берніні.
Власну зацікавленість у реконструкціях Джованні Баттіста Монтано виявив навіть найкращий архітектор-фахівець у папському Римі — Франческо Борроміні, сам майстер креслень архітектора і автор віртуозних архітектурних проектів і їх реалізації. Він запозичував нетипові для архітектури римського варіанта бароко елементи з архітектури Ломбардії та взірців давньоримської архітектури (розташованих в самому Римі та у його передмістях), додавав власні знахідки і власні вдалі рішення. Власні дослідження і реконструкції Джованні Баттіста Монтано оприлюднили у серії видань між 1624 і 1664 роками. А це був період піднесення барокової архітектури папського Рима і будівельного бума, коли будували нові храми, перебудовували стародавні, звернулись до розбудови палаців і заміських віл тощо. До архітектурної практики звернулись навіть художники (П'єтро да Кортона), скульптори (Лоренцо Берніні, той же Джованні Баттіста Монтано), що привнесли у барокову архітектуру свіжі і нові рішення.
Джованні Баттіста Монтано буде залученим до гільдії св. Луки в Римі. Серед римських робіт архітектора — головний фасад храму св. Йосипа теслярів.
Біографію архітектора відтворив історіограф Філіппо Бальдінуччі.

## Проекти табернаклів для храмів роботи Монтано

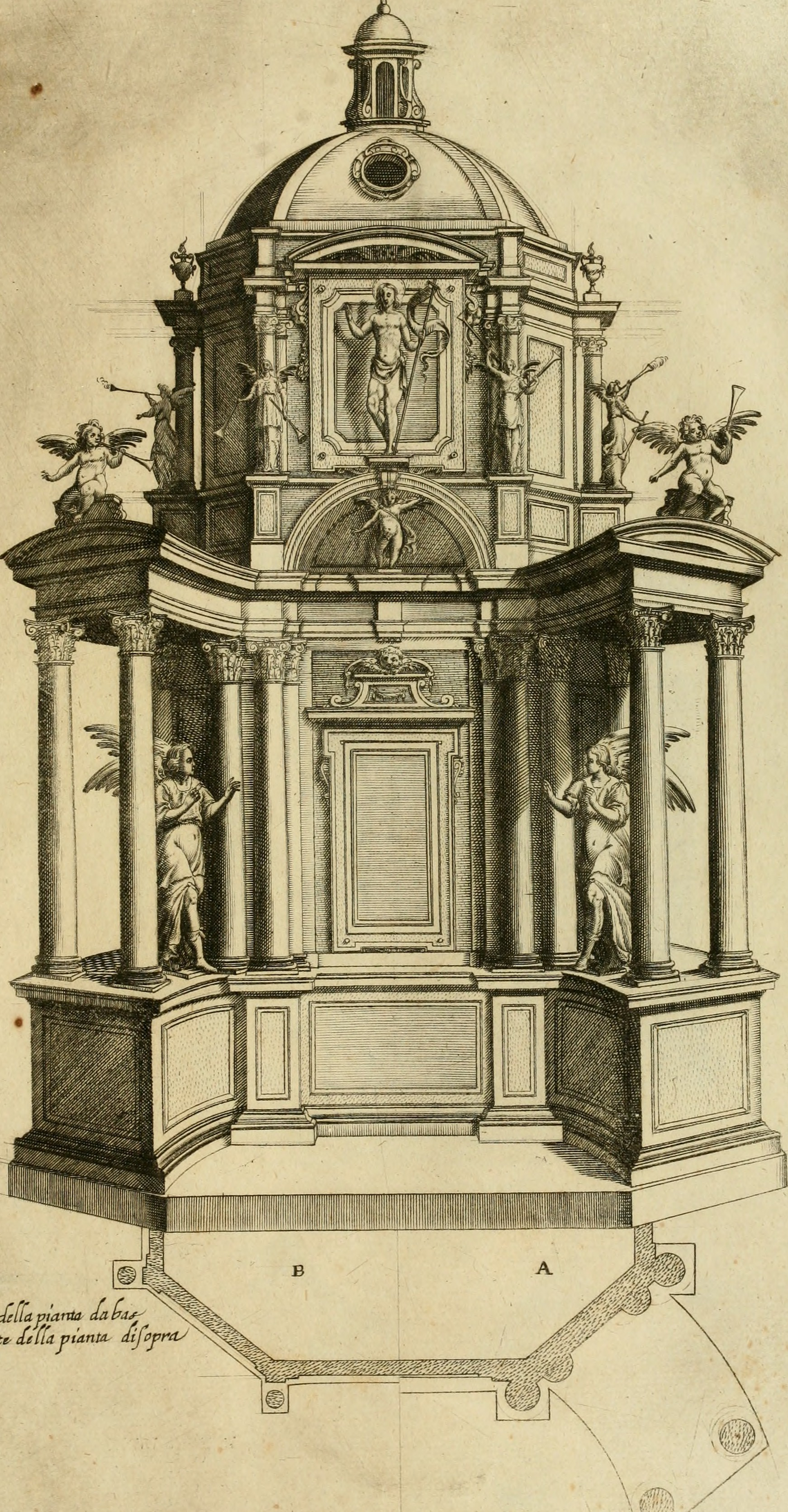
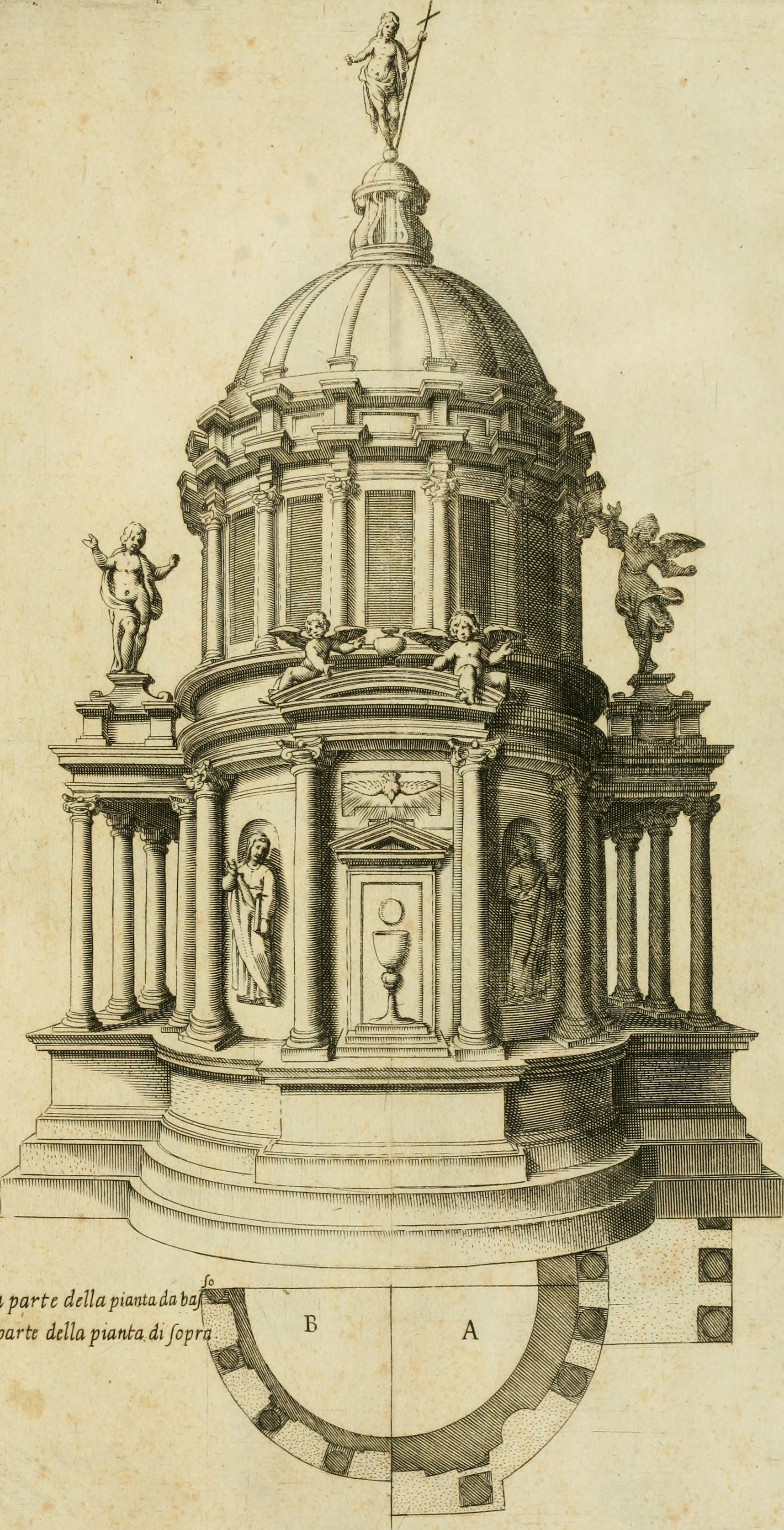
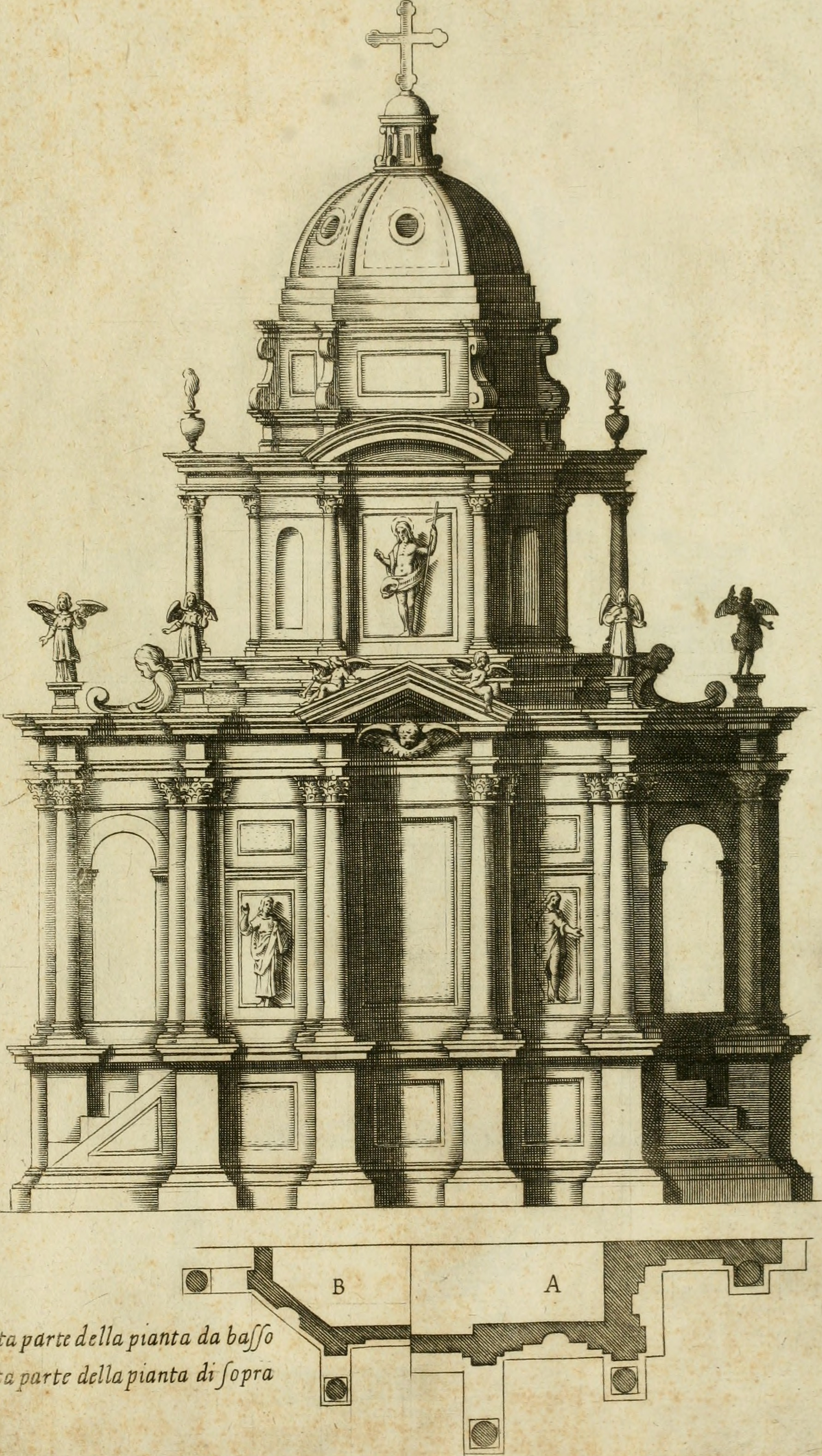
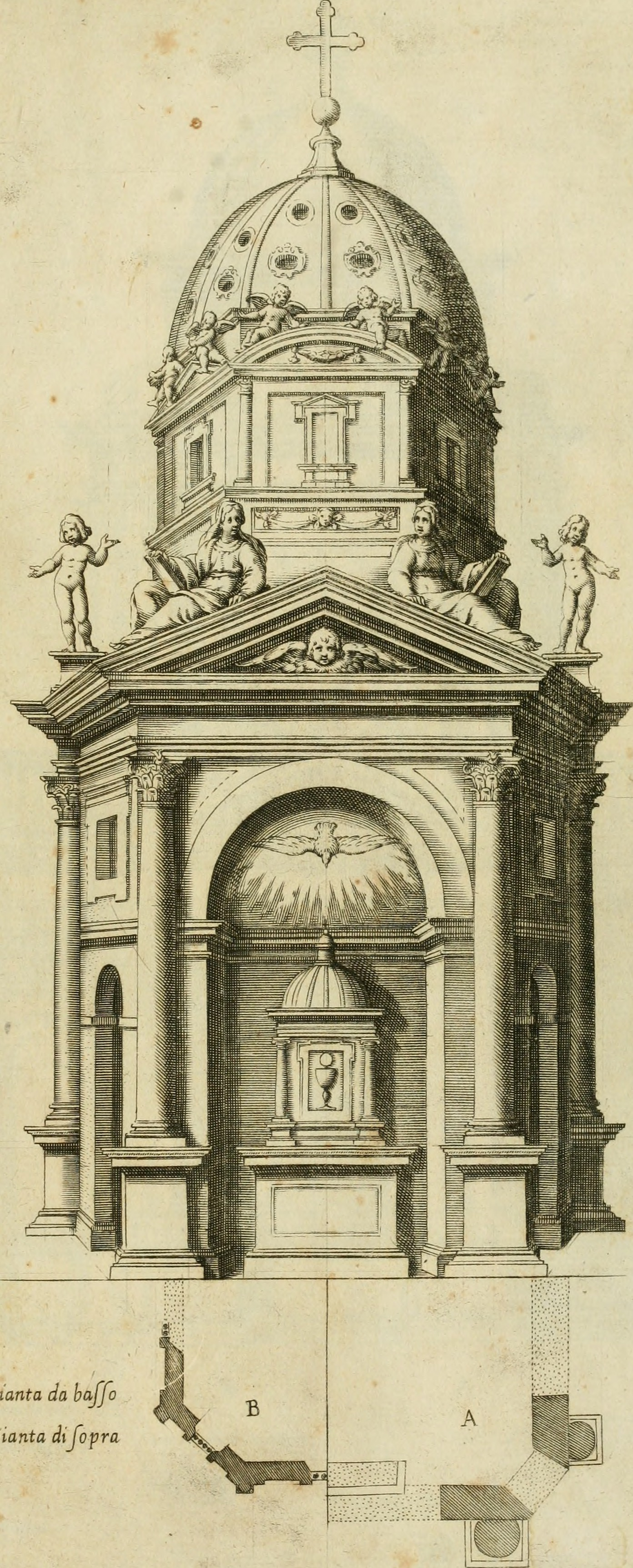
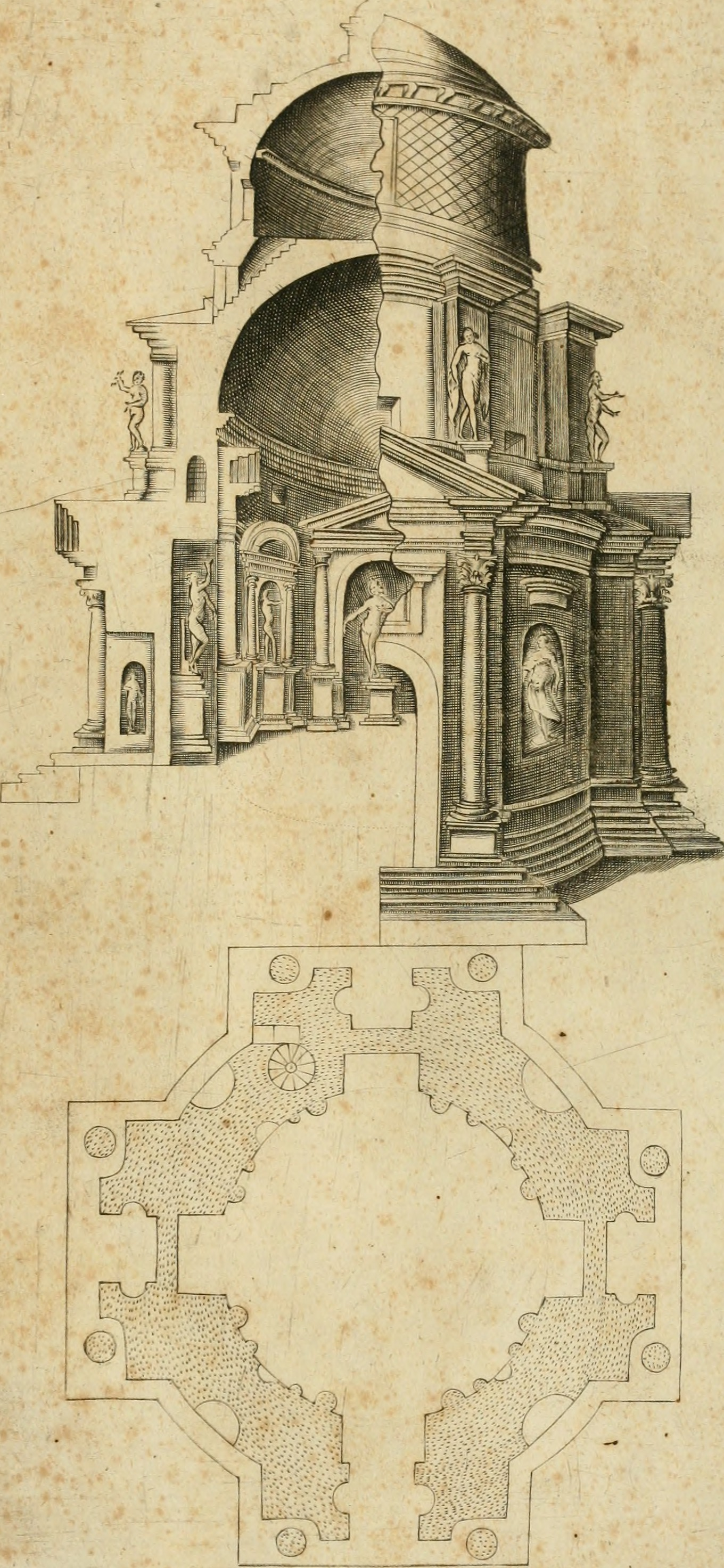
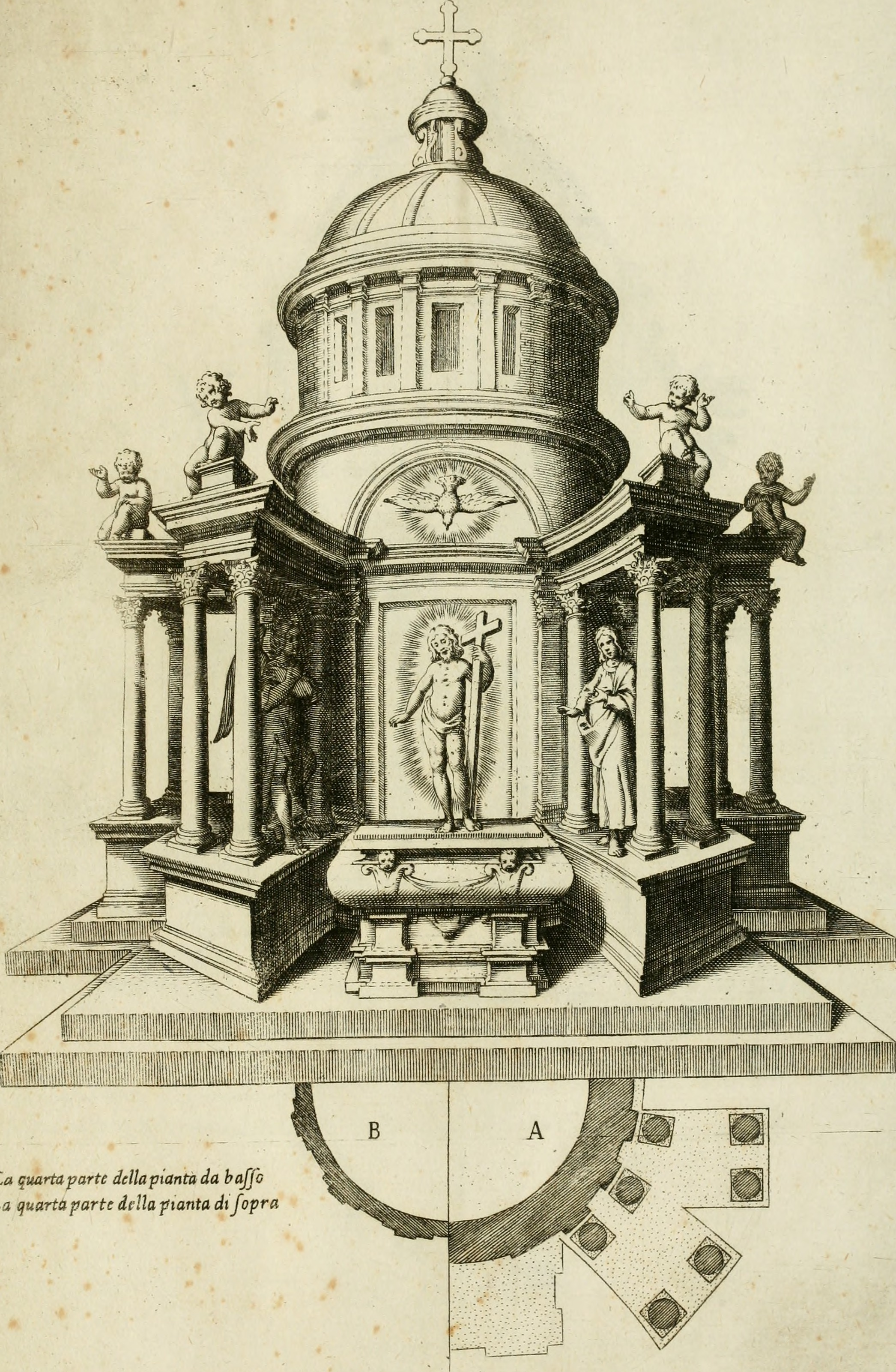
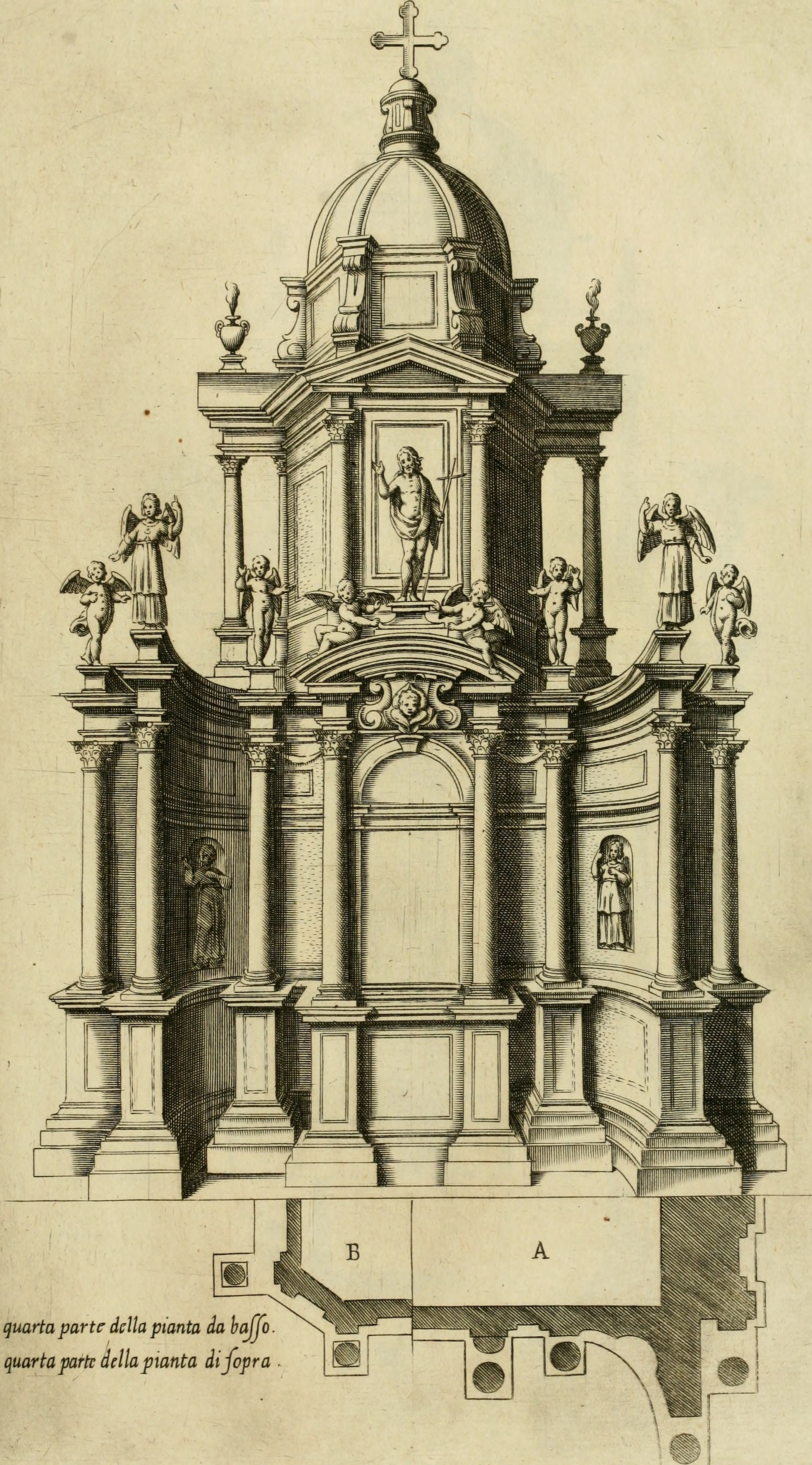
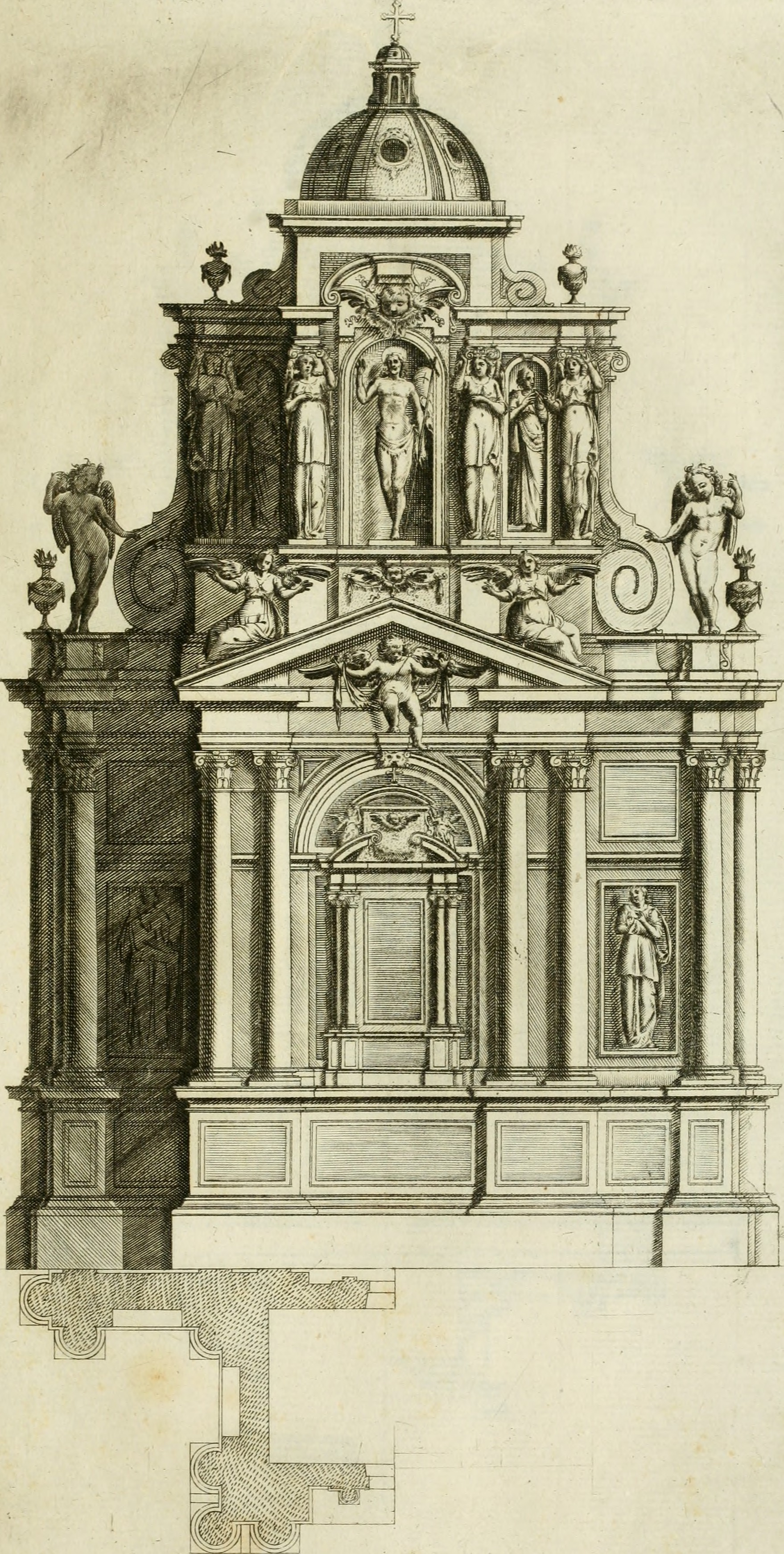

## Проекти архітектурних вівтарів і барокових надгробків роботи Монтано

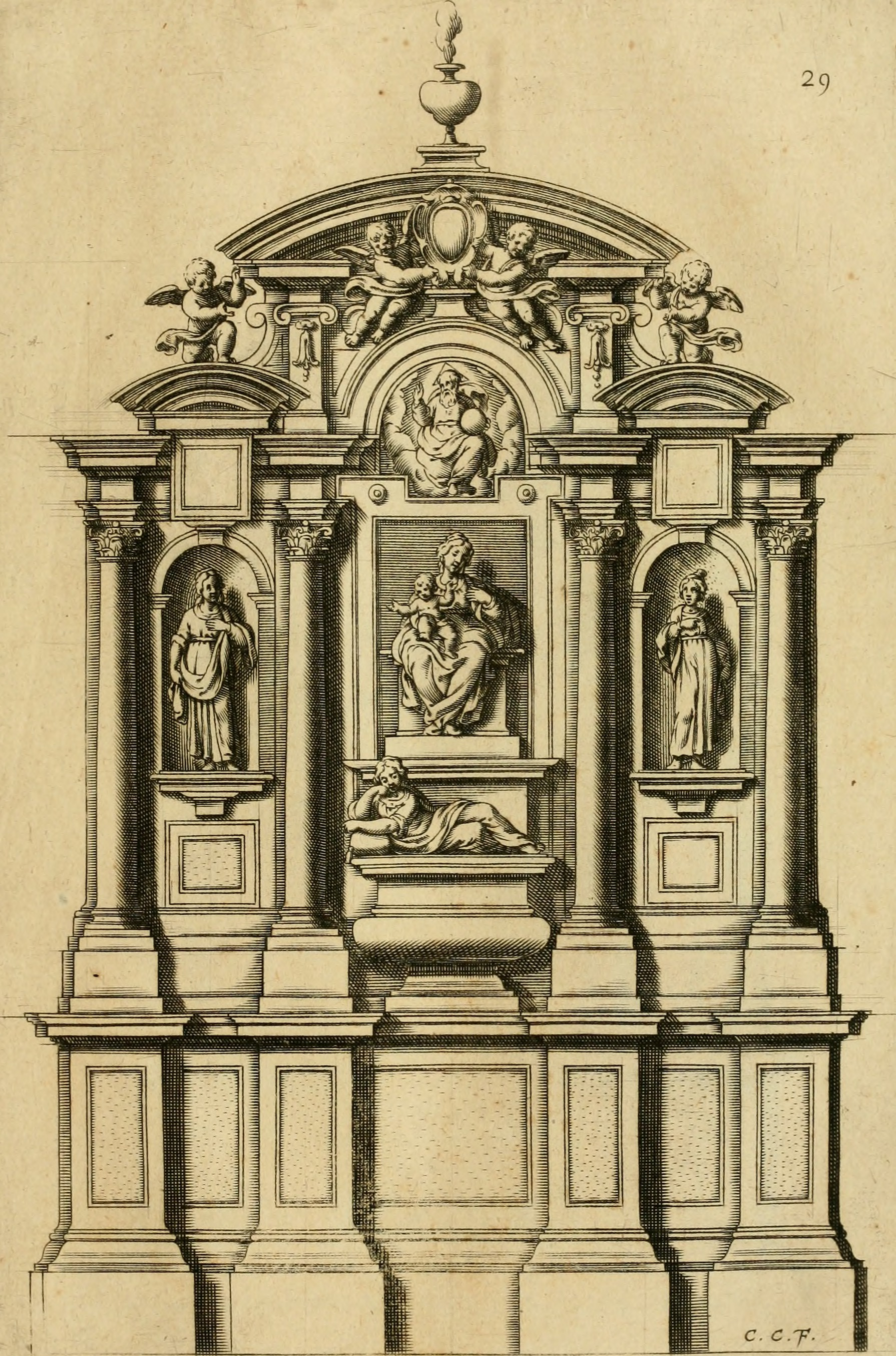
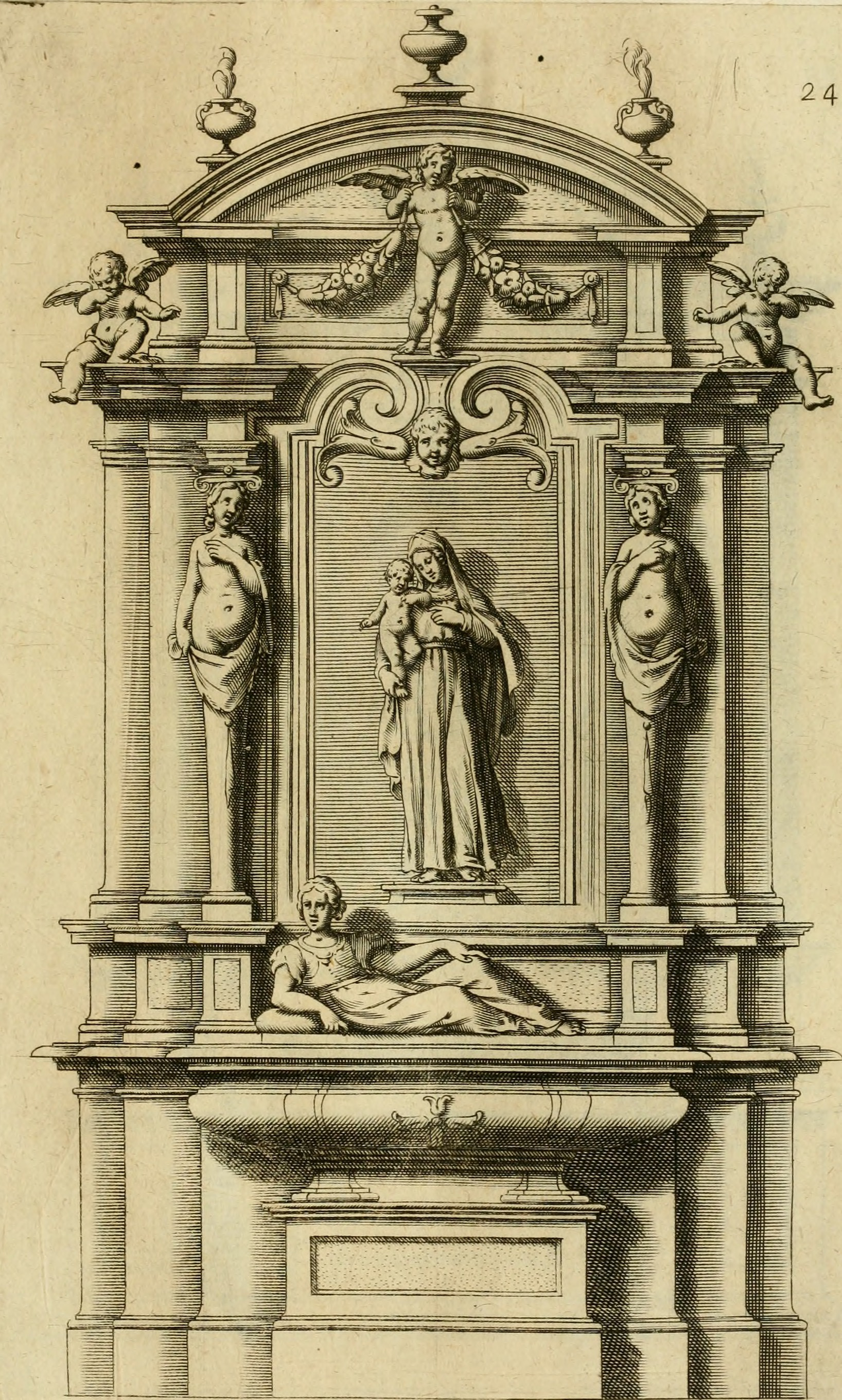
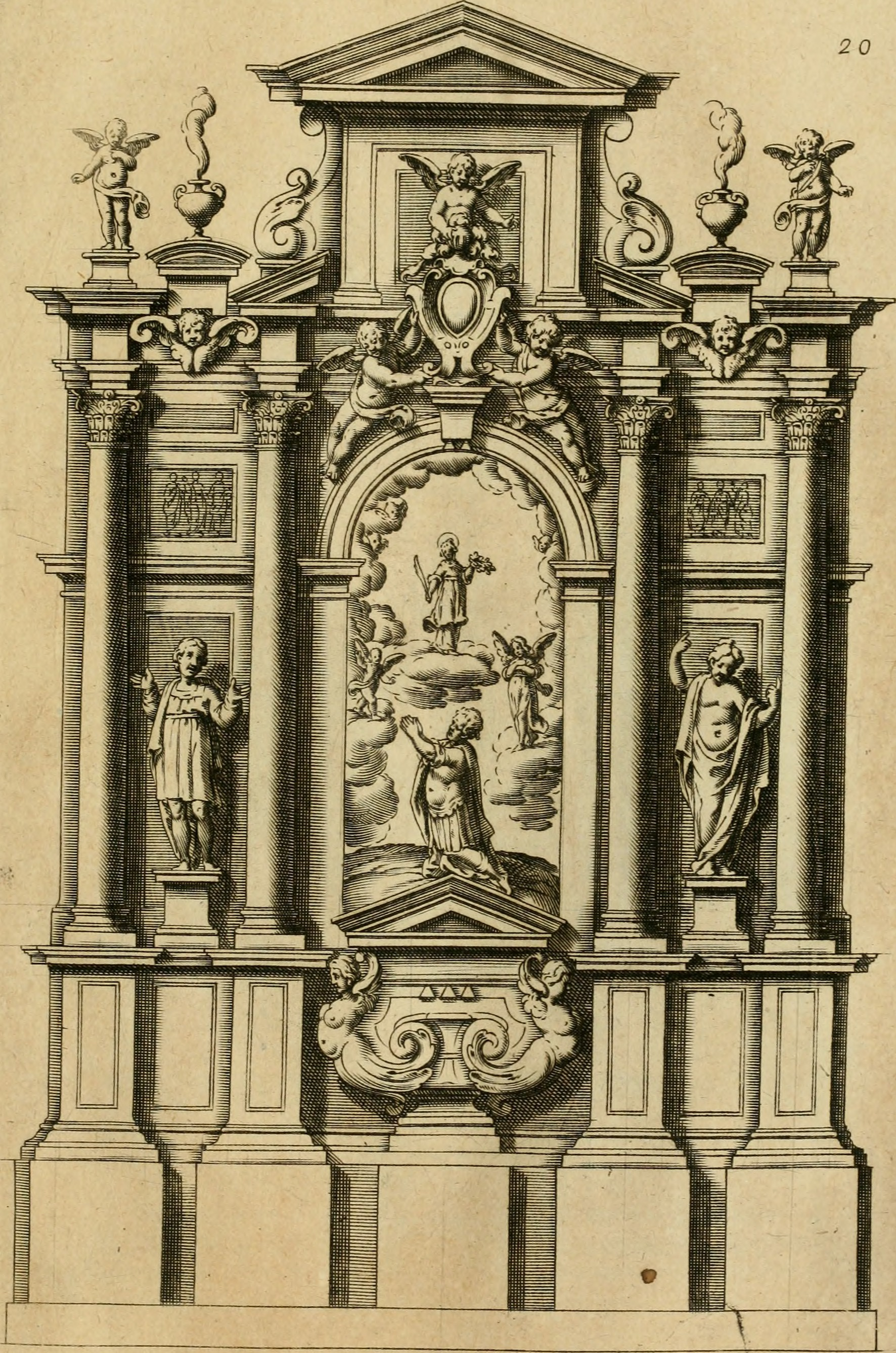
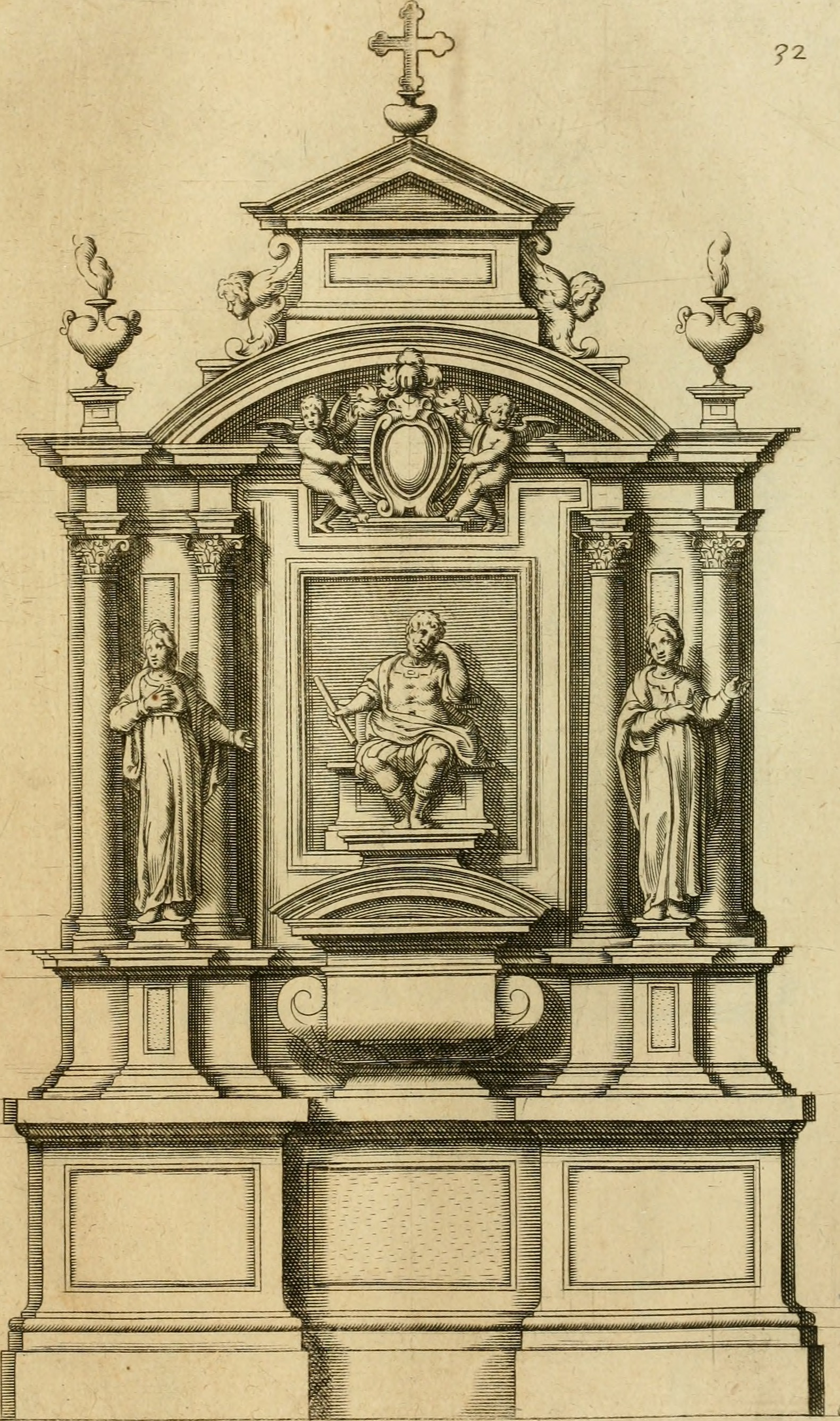